# Longframlington
 (février 2024).
Longframlington est une paroisse civile et un village du Northumberland, en Angleterre. La population de la paroisse civile au recensement de 2011 était de 1 032 habitants.